# Jack Rabinovitch
Pour les articles homonymes, voir Rabinovitch.
 (août 2017).
Si vous disposez d'ouvrages ou d'articles de référence ou si vous connaissez des sites web de qualité traitant du thème abordé ici, merci de compléter l'article en donnant les références utiles à sa vérifiabilité et en les liant à la section « Notes et références ».
Jack Rabinovitch OC, O.Ont, né le 24 juin 1930 à Montréal (Québec) et mort le 6 août 2017 à Toronto (Ontario), est un homme d'affaires et philanthrope canadien connu pour avoir créé le Prix Giller en 1994, nommé en l'honneur de sa femme Doris Giller (en), ancienne chroniqueuse littéraire du Toronto Star.

## Biographie
Jack Rabinovitch naquit à Montréal et a grandi dans l'ancien quartier juif où il a fréquenté l'école secondaire Baron Byng. Il fit ses études à l'Université McGill. D'abord reporter et rédacteur de discours, il se tourna ensuite vers les affaires dans ventes au détails de produits alimentaires et l'immobilier dans lequel il bâtit sa fortune. Il travailla entre autres pour la firme Trizec Corporation (en) pour laquelle il contribua au développement de six millions de pieds carrés d'espace hôtelier et commercial. Après avoir été nommé homme de l'année par le magazine Maclean's, il reçut l'Ordre du Canada en 2009 et l'Ordre de l'Ontario.
Il meurt le 6 août 2017 à Toronto,.